# Vlasnata hajnaldija
Vlasnata hajnaldija (ili vlasasta laćenica; lat. Dasypyrum villosum) je vrsta jednogodišnje trave iz porodice Poaceae, jedna od dvije vrste u rodu laćenica ili hajnaldija. Porijeklom je iz istočne i južne Europe i zapadne Azije od Balearskih otoka do Turkmenistana, uključujući područja Mediterana i Kavkaza.

## Opis
Stabljike su polegle, visine od 25 do 70 cm. Grobovi su pojedinačni, duguljasti, obostrani i 4-10 cm dužine; Klasići su duguljasti, bočno stisnuti i 7–20 mm dugačak.

## Otpornost stabljike na crnu žitnu hrđu
D. villosum ima gotovo potpuni imunitet protiv Puccinia graminis f. sp. tritici i nosi Sr52 koji nudi otpor protiv Ug99 podrase Pg f.sp. t. . Genetska osnova za ovaj imunitet je introgresirana u njenog bliskog rođaka, pšenicu, koja pati od novih rasa ove bolesti.

## Galerija
- D. villosum
- D. villosum
- D. villosum

## Vanjske poveznice
- Grassbase - The World Online Grass Flora: Dasypyrum villosum
- GBIF entry for Dasypyrum villosum
- USDA Plants Profile for Dasypyrum villosum
- https://hirc.botanic.hr/fcd/DetaljiFrame.aspx?IdVrste=3515